# 国際連合安全保障理事会決議304
国際連合安全保障理事会決議304（こくさいれんごうあんぜんほしょうりじかいけつぎ304、英: United Nations Security Council resolution 304）は、1971年12月8日に国際連合安全保障理事会で採択された決議である。アラブ首長国連邦からの国際連合への加盟申請を検討した上で、国際連合総会に対して承認の勧告を行った。